# Époisses
Époisses település Franciaországban, Côte-d’Or megyében. Lakosainak száma 724 fő (2022. január 1.). Époisses Corsaint, Torcy-et-Pouligny, Toutry, Vieux-Château, Corrombles, Forléans, Montberthault és Guillon-Terre-Plaine községekkel határos.

## Népesség
A település népességének változása:
| Lakosok száma | 696  | 820  | 794  | 785  | 771  | 783  | 796  | 798  | 769  | 724  |
|               | 1968 | 1982 | 1990 | 2006 | 2013 | 2015 | 2017 | 2019 | 2020 | 2022 |